# Drinks Union
Drinks Union – czeska spółka zajmująca się produkcją napojów alkoholowych. Swoją siedzibę ma w  Uściu nad Łabą. Jest właścicielem czterech browarów oraz spółki KB LIKÉR, zajmującej się produkcją mocniejszych alkoholi. Drinks Union jest największym czeskim producentem wyrobów alkoholowych, jednym z największych producentów piwa, a także największym eksporterem alkoholi na rynek niemiecki.

## Historia firmy
Spółka Drinks Union została założona w 1997 roku. Początkowo zajmowała się sprzedażą piwa wyprodukowanego w browarach Krásné Březno (część miasta Ústí nad Labem) i Velké Březno. W  2000 roku firma stała się właścicielem obu browarów. W 2002 roku przedsiębiorstwo przejęło browary Louny i Kutná Hora. W tym samym roku Drinks Union uruchomiła produkcję likierów pod nazwą KB LIKÉR.
W 2008 roku spółka Drinks Union została kupiona przez holenderski koncern piwowarski Heineken.

## Produkcja

### Piwo
Do spółki należą cztery browary:
- Krásné Březno – założony w 1867 roku, produkuje piwo Zlatopramen, zamknięty w 2011 roku,
- Velké Březno – założony w 1753 roku, produkuje piwo Březňák,
- Louny – założony w 1892 roku, produkuje piwo Louny,
- Kutná Hora – założony w 1573 roku, produkuje piwo Dačický i Lorec.

### KB LIKÉR
W swoim asortymencie firma ma kilkadziesiąt rodzajów alkoholi. Sztandarowym produktem jest Stará myslivecká (), wypalanka o zawartości alkoholu 40%, produkowana z destylatu winnego. Spośród innych produktów można wymienić:
- wódka 42, zaw. alk.: 42%,
- likiery Squash, z wyciągiem z owoców, a także z wyciągiem z nasion konopi, zaw. alk.: 16-17%,
- ajerkoniak Vaječný Sen, zaw. alk.: 17%, w kilku smakach
- pálinka Grande Pálenka, z wyciągiem ze śliwek, moreli lub gruszek, zaw. alk.: 40%,
- poza tym liczne gatunki likierów ziołowych, whisky, ginów oraz rumów.